# Rob van der Loo
Rob van der Loo (Venlo, 25 giugno 1979) è un bassista e compositore olandese, noto per la sua militanza in gruppi quali Sun Caged (1999-2006), Delain (2006-2010) e MaYaN (2011-2016).
Dal 2012 è il bassista degli Epica e degli Hangover Hero.

## Biografia

### Primi anni
Rob van der Loo iniziò a suonare il basso all'età di 15 anni, suonando in numerosi gruppi locali. Ha studiato alla "Bachelor of Music" e alla "School of Arts" di Tilburg. Sa suonare sia il basso elettrico normale che quello fretless.
Nel 1999 entrò a far parte del gruppo progressive metal Sun Caged, con i quali registrò vari demo, un EP e l'album d'esordio omonimo. Lasciò la band nella seconda metà del 2006.

### Anni duemila
Mentre militava nei Sun Caged, nel 2001 van der Loo entrò nel gruppo fusion/progressive metal Exivious, con cui registrò due demo prima di lasciare il complesso l'anno successivo. Si dedicò anche ad un progetto solista chiamato Freak Neil Inc., pubblicando l'EP Six Arms nel 2003 e l'album in studio Characters nel 2005.
Verso la fine del 2006, van der Loo si unì ai Delain in sostituzione di Marco Hietala, che aveva lasciato il gruppo poco dopo la pubblicazione del loro album d'esordio. Tenne diversi tour con il gruppo, oltre ad aver partecipato ai videoclip di tutti i singoli estratti dall'album (Frozen, See Me in Shadow, The Gathering). Sempre con i Delain pubblicò poi l'album April Rain nel 2009, nel quale collaborò alla composizione della canzone Start Swimming. Nell'autunno 2009 per alcune date si fece sostituire da Roel Vink (in quel periodo uscente dai Sun Caged, dopo aver sostituito lo stesso van der Loo per tre anni). Il bassista lasciò i Delain nel gennaio 2010 a causa di divergenze artistiche, venendo sostituito da Otto Schimmelpenninck van der Oije.
L'ultima pubblicazione del gruppo che lo vede al basso è il singolo Smalltown Boy, cover del gruppo synth pop britannico Bronski Beat, pubblicato nel novembre 2009. Compare anche nelle tracce dal vivo presenti nei singoli Nothing Left e Get the Devil Out of Me, e in tre brani della raccolta Interlude.

### Anni duemiladieci
Nel 2010 van der Loo ha riformato i Freak Neil Inc., mentre l'anno successivo è entrato a far parte dei MaYaN, progetto parallelo del chitarrista degli Epica Mark Jansen. Con i MaYaN, van der Loo ha registrato il videoclip del singolo War on Terror e ha sostenuto il tour in promozione dell'album Quarterpast, pubblicato poco prima del suo ingresso nel gruppo. Il 24 marzo 2012 è invece entrato in pianta stabile negli Epica, sostituendo Yves Huts, con i quali ha registrato e pubblicato gli album The Quantum Enigma (2014), The Holographic Principle (2016) e Omega (2021).
Il 10 dicembre 2016 si esibisce al Paradiso di Amsterdam come ospite speciale dei Delain, in occasione del 10º anniversario della pubblicazione dell'album di debutto Lucidity, eseguendo il brano Sleepwalkers Dream insieme ad altri due ex-membri della band, Guus Eikens e Sander Zoer. L'esibizione viene poi pubblicata nel doppio album dal vivo A Decade of Delain: Live at Paradiso il 27 ottobre 2017.

## Discografia

### Con i Sun Caged
- 2001 – Dominion (EP)
- 2003 – Sun Caged

### Con i Freak Neil Inc.
- 2003 – Six Arms (EP)
- 2005 – Characters

### Con i Delain
- 2009 – April Rain

### Con i MaYaN
- 2014 – Antagonise

### Con gli Epica
- 2013 – Retrospect - 10th Anniversary (video)
- 2014 – The Quantum Enigma
- 2016 – The Holographic Principle
- 2017 – The Solace System (EP)
- 2017 – Epica VS Attack on Titan Songs (EP)
- 2019 – The Acoustic Universe (EP)
- 2021 – Omega
- 2021 – Omega Alive (live)

### Altre apparizioni
- 2003 – Marcel Coenen – Guitartalk
- 2006 – The Skarabeez – Is This What It's All About?! (EP)
- 2010 – Delain – Nothing Left (singolo)
- 2012 – Delain – Get the Devil Out of Me (singolo)
- 2013 – Delain – Interlude
- 2017 – Delain – A Decade of Delain: Live at Paradiso